# Arles (Irlandia)
Arles lub Arless, historyczna nazwa Ardlisse (irl. Ard Lios, co znaczy wysoki fort) – wieś w hrabstwie Laois w Irlandii położona przy drodze N80, 2 km na północny zachód od Ballickmoyler i 10 km od Carlow.
Ta położona blisko Carlow wieś składająca się z kilku domów i kościoła przeżyła gwałtowny rozwój w latach 60. XX wieku. Kościół zbudowany został w latach 80. XVII wieku (według napisu na kamiennym murze) i pierwotnie kryty był strzechą. W południowym skrzydle kościoła znajduje się grobowiec rodziny Grace z 1818 roku.